# アレッサンドロ・モレスキ
アレッサンドロ・モレスキ（Alessandro Moreschi, 1858年11月11日 - 1922年4月21日）は、19世紀から20世紀にかけて活躍したイタリアの男性ソプラノ歌手。記録に残っている歴史上最後のカストラートとされている。
存命中は「ローマの天使」と呼ばれ、賞賛された。1873年、サン・ジョバンニ・イン・ラテラノ大聖堂の聖歌隊にソプラノとして採用され、1883年にはシスティーナ礼拝堂の聖歌隊に採用された。どちらの聖歌隊でも、独唱をつとめている。1898年にはシスティーナ礼拝堂聖歌隊で指導者の職も兼ね、1913年までここにつとめていた。その後サン・ピエトロ大聖堂の聖歌隊に招かれ、1914年に現役を退いた。1922年、ローマにて肺炎で死去した。
同時期に活躍したカストラートには、ドメニコ・ムスタファ（Domenico Mustafa, 1829年 - 1912年）がおり、イタリア随一の声楽教師として名高かった。

## 経歴

### 幼少期
アレッサンドロ・モレスキは、ローマから20マイル（約32キロメートル）ほど離れた丘の上の小さな町モンテ・コンパトリで生まれた。彼は7番目の子供で三男である。妹が2人いたが、いずれも1歳と3歳で亡くなった。
初等教育が義務化されるのは1877年以降だが、アレッサンドロは数年間小学校に通っているので、家は極貧ではなかったようである。
彼が、声を高く保つための手術を受けたのは、パトリック・バルビエによれば1865年頃だとされている。それが、男性ソプラノ歌手としての職を得るためだったのか、それとも、病気や事故というやむを得ぬ事情のためなのかは不明である。正当な理由のない去勢手術は表向きには禁止されていたため、当時の記録や関係者の発言は残っていない。19世紀後半には、名カストラートたちが、オペラの舞台でプリモ・ウォーモを務めて喝采をあびたバロック時代は遠い過去のことであり、少年が適切な声楽教師をみつけることは、あまり易しいことではなかったとされている。
1870年、教皇領はイタリア王国軍に占領され、ローマ教皇庁は世俗に対する権力を失った。それまでも建て前上禁じられていた少年に対する手術は、公式に違法となった。
1871年、モレスキは声楽の勉強のために、ナザレノ・ロザーティ（1817年 - 1877年）に連れられてローマへ到着した。ロザーティはフランシスコ会の修道士であり、24歳から25年間、システィーナ礼拝堂に所属し、テノールとコントラルトの両方で歌っていた。1871年には聖歌隊を引退しており、才能ある少年をスカウトする役目を担っていた。
モレスキは後年フランツ・ハーベックに語るとき、ロザーティを「私の最初の先生」と呼んでている（ハーベックはウィーンの音楽学者で『カストラートとその歌唱芸術』を著し、カストラート研究とそのレパートリーの復興に尽力した人物。ローマで引退後のモレスキにインタビューをおこなった）。
ナザレノ・ロザーティに歌の才能を認められたアレッサンドロ少年は、サン・サルヴァトーレ・イン・ラウロ教会に附属する聖歌隊員養成のための音楽学校に入った。この学校で、実際に生徒たちを教えるのは、ローマの3つの大聖堂の聖歌隊指導者たちだった。すなわち、サン・ピエトロ大聖堂のサルヴァトーレ・メルッツィ（1813年 - 1897年）、サンタ・マリア・マッジョーレ大聖堂のセッティモ・バッタリア（1815年 - 1891年）、そしてサン・ジョバンニ・イン・ラテラノ大聖堂のガエターノ・カポッチ（1811年 - 1898年）だ。モレスキは、教会音楽の作曲家でオルガン奏者のガエターノ・カポッチから教えを受けた。

### 若き日の活躍

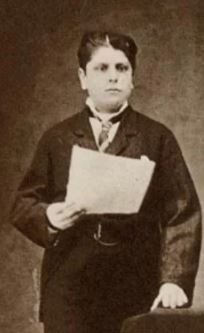
1875年頃

1873年7月、アレッサンドロは15歳になる前に、サン・ジョバンニ・イン・ラテラノ大聖堂の聖歌隊にソプラノとして採用された。しばらくすると、独唱を任されるようになる。また、カポッチが指導し、ローマの上流階級のサロンを中心に活動していた、ソリストたちの声楽グループの一員にもなった。彼が歌った、グノーのオペラ『ファウスト』の中のマルグリートのアリア「宝石の歌」を聴いたあるアメリカ人女性が次のように書き残している。
土曜の夜サロンにて、教皇庁聖歌隊の歌手たちの歌を聴きましたが、大変素晴らしいものでした。
ラテラノ大聖堂のソプラノとして有名なモレスキは、ひとつひとつの音に涙をこめて歌い、ブレスはどれも、ため息をつくかのようです。
「宝石の歌」は、純朴な少女マルグリートが、悪魔メフィストの残した宝石を身に付け、鏡に映る美しいわが姿に感動して歌うアリアである。「ああ、この鏡に映るあたしの姿は、なんて美しいのでしょう! この淑女の姿を彼（ファウスト）が見てくれたら、きっときれいだと言ってくださるわ!」と、フランス語で歌うモレスキを聴いた先の女性は、「いえ、ちっとも! と答えて差し上げたくなる」と記している。
また彼は、1878年にはイタリア王国の初代国王ヴィットーリオ・エマヌエーレ2世の葬儀で歌っている。
モレスキは、その声の美しさから「ローマの天使」と謳われていたが、それはゆえなきことではない。1883年に彼は、ベートーヴェンのオラトリオ『オリーヴ山上のキリスト』における熾天使セラフィムの役を歌った。3点E（E6）とコロラトゥーラの技法が要求される難役を見事につとめたことで、以後彼の名が新聞に載るときにはいつも、この二つの名で呼ばれるようになった。
この成功のあとで、彼はシスティーナ礼拝堂聖歌隊のオーディションを受けた。当時、礼拝堂聖歌隊を指導していたのは、イタリア随一の声楽教師と名高い、教皇聖歌隊終身指揮者のドメニコ・ムスタファだった。彼自身、素晴らしいソプラノの声を持ち、ヘンデルのアリアに超絶技巧の即興を加えて歌ったことで知られている（バロック時代の名歌手（主にカストラート）たちは、アリアに様々な変奏を加え、その声の美しさと技術の素晴らしさ、クリエイティヴな才能とセンスの良さを披露するのが常だった。こうした伝統は、19世紀初めまで続いたが、器楽の肥大化と和声の複雑化に伴い、失われていった。ムスタファはそれを復活させてみせた）。
モレスキはムスタファに才能を認められ、システィーナ礼拝堂聖歌隊の第一ソプラノを任命された。礼拝堂聖歌隊にはすでに6人のカストラートの歌手が在籍していたが、彼らはそれほど卓越した声の持ち主ではなかった。

### 時代の変化

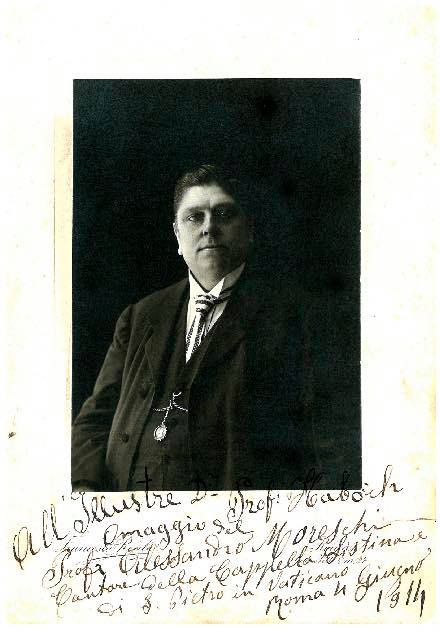
1914年

システィーナ礼拝堂聖歌隊においても、モレスキはやがて独唱を受け持つようになり、1898年には聖歌隊指揮者も兼任するようになった。また1900年には、ローマのパンテオンで執り行われた、イタリア国王ウンベルト1世の葬儀でも歌っている。だが、300年の永きに渡って受け継がれてきたシスティーナ礼拝堂の伝統にも、変化の兆しが見え始めていた。1898年、高齢になった終身指導者ムスタファの補佐役として、20代の教会音楽作曲家ロレンツォ・ペロージ（1872年 - 1956年）が赴任してきた。この人物は、ヴェネツィアのサン・マルコ大聖堂で聖歌隊指揮者を勤めていた人物で、聖歌隊におけるカストラートの雇用を根絶するために奔走する。高声部のためには、少年たちを雇えばよいと主張した。ムスタファにも、高声パートをカストラートのみで独占する考えはなく、少年たちの入隊を許可する改革をおこなっていたが、カストラートは思春期前の短い時期だけ聖歌隊に所属する子供たちとは違って、人生のほとんどの時期を音楽によって神を讃えることに捧げるのだから、少年たちより適性がある、と主張していた。
1903年、結局ペロージはレオ13世を説得することに成功し、老齢の巨匠ムスタファはその職をペロージにゆだね、聖歌隊を去った。
その数ヵ月後には、レオ13世も亡くなった。次の教皇は、サン・マルコ大聖堂でペロージの庇護者だったジュゼッペ・サルトで、ピウス10世となった。彼は様々な改革をおこなったが、その中には、教会音楽に関わる改革も少なからず含まれている。1903年11月22日に発布された、motu proprio（モトゥ・プロプリオ、『教皇任意教令』）によって、以後ミサにおいて歌われるのはグレゴリオ聖歌とポリフォニー（多声）音楽のみに定められた。宗教的な歌詞を持つバッハやモーツァルトの音楽も禁止され、またローマに集まっていた、同時代の多くの宗教音楽作曲家も締め出された。更にこの教令によって、教会音楽の高声部は少年たちに任されることとなり、新たにカストラートの歌手を雇い入れることが禁じられた。
このような激動の時代、1902年と1904年に、モレスキは数枚のレコードをつくった。1902年はレオ13世の晩年にあたり、彼らが録音した音楽は、まだ禁じられていなかった。1904年にモレスキはグレゴリオ聖歌を録っているが、これさえも禁じられた曲だった。というのも、motu proprio（モトゥ・プロプリオ）で許可されたバージョンではないからであった。モレスキは、公式と定められたバージョンではなく、長年歌ってきたバージョンで録音したが、このレコードは、イタリア国内のみならず、ほかのヨーロッパ諸国でも発売されなかった。東欧でのみ流通したので、彼が罪に問われることはなかった。
1912年、名ソプラノ歌手として名を馳せたムスタファは、83歳になる1ヶ月前に亡くなった。翌年の復活祭を最後に、モレスキは、以後30年間年金を受給する資格を得ると共に、システィーナ礼拝堂聖歌隊を去り、1年間だけサン・ピエトロ大聖堂の聖歌隊に招かれている。
1922年4月、モレスキはおそらく肺炎で、63年と半年の生涯を閉じた。

## 録音について

### 経緯
1902年、グラモフォン社の録音技師フレッド・ガイズバーグと弟のウィリアム・ガイズバーグが、時のローマ教皇レオ13世の肉声を録音するためバチカンを訪れた。しかし教皇側はレオ13世の高齢を理由に録音を断った。その際に、「せっかく来ていただいたのだから、代わりに教皇庁聖歌隊の歌声を録音してはどうか」という申し出があり、これを受けた。その際に録音した音源の中に、モレスキのソロ曲も含まれている。トスティの歌曲『理想の人』においては可憐な歌声を聴かせ、レコーディングのために集まっていた聖歌隊員たちが「ブラヴォー」と歓声をあげ、拍手を送っているのが、録音されている。
1904年には、ピウス10世によって再び、グラモフォンのスタッフがバチカンに招かれた。このときには既に、1903年に発布されたmotu proprio（モトゥ・プロプリオ）によって、教会で演奏される音楽はグレゴリオ聖歌とパレストリーナの多声音楽に決められていたが、グラモフォンのアメリカ人スタッフ（W．シンクラー・ダービー）は、システィーナ礼拝堂聖歌隊員と共に、motu proprio(モトゥ・プロプリオ）以前に礼拝堂で演奏されていた音楽のレコードを作った。モレスキの独唱曲には、バッハ/グノー『アヴェ・マリア』やトスティの『祈り』も含まれる。
モレスキと聖歌隊によるこれらのレコーディングは、現在CD化され、Alessandro Moreschi the Last Castrato Complete Vatican Recordings(OPALCD9823英Pearl)として発売されている。また更にマスタリングを施し音質を向上させたTruesound Transfers版(TT-3040『Alessandro Moreschi』)もある。後者はOPAL版より曲数が多く、テノールが独唱を務める曲も収録されている。
20世紀初頭の録音技術面の問題と年月の経過により、音質は悪いが、バチカンで守られ伝えられてきた、イタリアの伝統的歌唱技術を忠実に、現代に残しているとされる。

### 歌唱テクニックについて
モレスキはしばしば、下からすくいあげるような歌い方をする。現代の聴衆には耳慣れないものだが、これは装飾の一種として「アッチャカトゥーラ（短前打音）」と呼べるものである。
彼はすべての音にこの「装飾」を加えているのではなく、テキストを強調したい場合や、曲想に応じて使っているのだが、これは、モレスキが学んだサン・サルヴァトーレ教会附属音楽学校でも、歌詞や旋律を強調する手段として、当時教えていたテクニックだった。
システィーナ礼拝堂には大変ゆたかな共鳴があり、前打音として付加された低音は、実際に楽譜に書かれた高音と混ざり合って聴こえることになる。それによって、高域の音色に深みを与えることができる。
1902年にバチカンでテノールの独唱を務めていたコマンディーニも同様のテクニックを使っていたという。
しかし録音された音源にはほとんど残響がない。当時の録音技術では、マイク（というより「集音ラッパ」と呼ぶべき形状のもの）を、かなり歌手の口元に近づけなければ、音を拾うことができなかったためである。

### 録音に関する見解
アルバムThe Last Castratoに関しては、様々な見方が存在している。
記録としては貴重だが、モレスキの歌手としての力量に疑問を持つ見解や、録音当時すでに40歳代半ばであったため最盛期が過ぎていたという見解もある。
確かに音域の面からは、彼の最高音は20歳代半ばには3点E（E6）であったのが、引退時の50歳代半ばには2点G（G5）へと下がっていた。
しかし一方で、彼は実際卓越した歌手だったと考える人々もいる。彼らは、歌唱に求める時代の趣味の変化が、上記のような誤解を招いた原因だと考えている。
10代の若さでローマの上流階級のサロンで歌声を披露していたことや、イタリアの新聞ではいつも「ローマの天使」とうたわれていたこと、ほかのカストラートたちを退けて教皇庁聖歌隊でソリストの座についていたこと、2人の国王の葬儀のミサで歌っていることなどから、存命中の評価は高かったことが分かる。
しかし、現代の聴衆にとっては、ポルタメントを多用したピッチのアタックや、19世紀のロマン派全盛期に主流であった激情の表現といった、歌唱表現、趣味における時代の隔たりが、彼の芸術の本質を覆い隠していると考えられている。